# Acanthodiformes
Die Acanthodiformes sind eine Gruppe ausgestorbener Fische aus dem oberen Paläozoikum. Ihre fossile Überlieferung beginnt in Schichten des Unterdevon und reicht bis zum Unterperm. Danach starben sie wahrscheinlich wegen der zunehmenden Konkurrenz von Knochenfischen aus.

## Merkmale
Die Acanthodiformes waren die erfolgreichste Gruppe der „Stachelhaie“ und können von den beiden anderen Ordnungen durch das Fehlen der ersten Rückenflosse, den zahnlosen Mäulern und der gut entwickelten Kiemenreuse mit langen Reusenfortsätzen und einer verlängerten Kiemenregion unterschieden werden. Der Oberkiefer (Palatoquadratum) konnte weit zur Seite bewegt werden, wodurch die Maulöffnung stark vergrößert wurde. Diese Merkmale lassen auf ein freischwimmende Lebensweise und eine Ernährung als Filtrierer schließen. Ein Haupttrend in ihrer Evolution war die Entwicklung einer größeren Beweglichkeit ihrer Brustflossen. Dazu entstanden im Schultergürtel mehrere verknöcherte Elemente. Dermalknochen fehlten.
Den Acanthodiformes fehlten zusätzliche Flossenstacheln zwischen Brust- und Bauchflossen, mit Ausnahme der frühdevonischen Form Mesacanthus, die ein Paar solcher Flossenstacheln besaß.

## Systematik
Die Acanthodiformes werden zu den Acanthodii gerechnet, im deutschen auch „Stachelhaie“ genannt. Sie sind wahrscheinlich die Schwestergruppe der Ischnacanthiformes und zusammen mit diesen die Schwestergruppe der Knochenfische (Osteichthyes), oder sie müssen in die Stammgruppe der Knochenfische gestellt werden.